# Devonshire (Bermuda)
Devonshire è una parrocchia civile dell'isola di Bermuda.
Si trova al centro dell'isola principale di Bermuda, Grand Bermuda. Confina con le parrocchie di Pembroke a ovest, quella di Paget a sud-ovest e quella di Smith a est.
Prende il nome dal politico inglese William Cavendish, I conte di Devonshire (1552-1626).
Il più grande stadio sportivo di Bermuda, il Bermuda National Stadium, si trova nella parrocchia di Devonshire.